# Дъбрава (квартал на Стара Загора)
 Тази статия е за квартала на Стара Загора.  За други значения вижте Дъбрава (пояснение)‎.  
Дъбрава е бивше село в България, присъединено като квартал към град Стара Загора. Дъбрава е с население около 150 души.

## География
Дъбрава е най-високата точка на гр. Стара Загора. Кварталът се намира в планинския дял на Сърнена гора на 4 км северозападно от града.

## История
Първоначално името на селото е Кутлуджа. През 1906 година селото е преименувано на Добрави. При избухването на Балканската война в 1912 година един човек от Добрави е доброволец в Македоно-одринското опълчение.
В 1956 година името на селото е променено на Дъбрава, а в 1959 година е присъединено към Стара Загора.
През лятото на 2007 година горите в околността на квартала са опожарени от голям пожар. През август 2008 година се появяват проблеми с питейната вода в квартала.
В селото се намира единственият храм в България, посветен на свети Лъв, папа Римски, живял през V век. Храмът е част от Старозагорска епархия на Българската православна църква.

## Личности
Родени в Дъбрава
- Димитър Ангелов, македоно-одрински опълченец, 22-годишен, жител на Пазарджик, земеделец, ІІІ отделение, Поройската чета, 2 рота на 13 кукушка дружина[4]